# Hermann Karcher

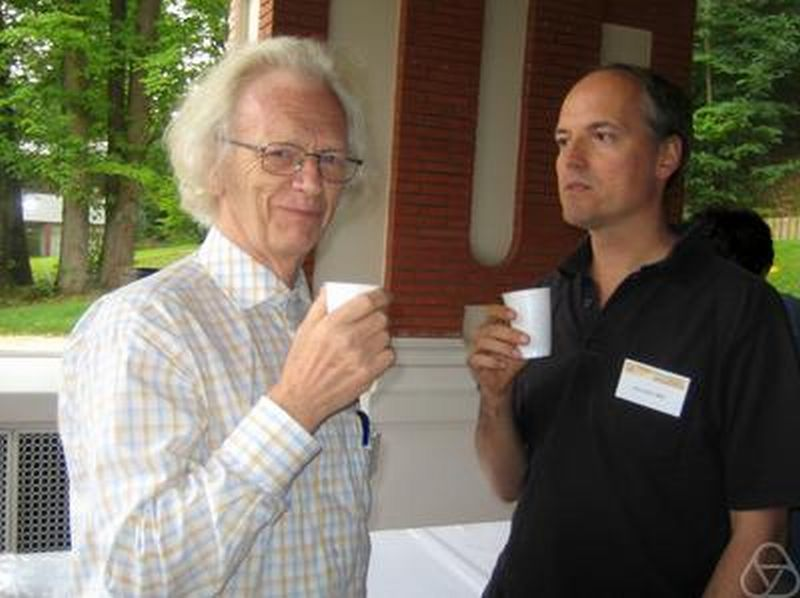
Hermann Karcher (links) mit Christian Bär, Bures-sur-Yvette 2007

Hermann Karcher (* 26. Dezember 1938 in Kindsbach) ist ein deutscher Mathematiker, der sich mit Differentialgeometrie beschäftigt.
Karcher wurde 1966 bei Kurt Leichtweiß an der TU Berlin promoviert (Konvexe Kurven auf zweidimensionalen Riemannschen Mannigfaltigkeiten). Als Post-Doktorand war er am Courant Institute of Mathematical Sciences of New York University bei James J. Stoker. Er war ab den 1970er Jahren Professor an der Universität Bonn.
Er befasste sich unter anderem mit eingebetteten Minimalflächen, wo er unter anderem mit David Allen Hoffman und anderen in den 1980er und 1990er Jahren neue Minimalflächen fand (wie 1993 mit Hoffman und Fenshung Wei eine Wendelfläche vom Geschlecht 1)). Er befasste sich auch mit symmetrischen Räumen, Untermannigfaltigkeiten Riemannscher Mannigfaltigkeiten, Polyedern, Submersionen und harmonischen Abbildungen.
Zu seinen Doktoranden zählen Konrad Polthier und Uwe Abresch.

## Schriften
- mit Konrad Polthier Geometrie der Minimalflächen, Spektrum der Wissenschaft, Oktober 1990
- Eingebettete Minimalflächen und ihre Riemannschen Flächen, Jahresbericht DMV, Band 101,  1999, S. 72–96
- Globale Riemannsche Geometrie, Jahresbericht DMV, Band 77, 1975, S. 66–77, Online
- Remarks on polyhedra with given dihedral angles, Communications on Pure and Applied Mathematics, Band 21, 1968, S. 169–174
- A geometric classification of curved symmetric spaces and the isoparametric construction of the Cayley plane, Astérisque, Nr. 163/164, 1989, S. 111
- Embedded minimal surfaces derived from Scherk´s example, Manuscripta Mathematica, Band 62, 1988, S. 83–114, Online
- Riemannian comparison constructions, in S. S. Chern (Herausgeber) Global Differential Geometry, Mathematical Association of America 1989, S. 170–222
- mit Ernst Heintze A general comparison theorem with application to volume estimates for submanifolds, Annales scientifiques de l’École normale supérieure, Band 11, 1978, S. 451–470
- mit Jürgen Jost Geometrische Methoden zur Gewinnung von A-priori-Schranken für harmonische Abbildungen, Manuscripta Mathematica, Band 40, 1982, S. 27–77, Online
- Submersions via projections, Geometriae dedicata, Band 74, 1999, S. 249
- mit Peter Buser Almost flat manifolds, Astérisque, Band 81, 1981 (Theorie von Gromow)
- mit David Hoffman Complete embedded minimal surfaces of finite total curvature, in Robert Osserman (Herausgeber) Geometry V, Encyclopedia of Mathematical Sciences, Band 90, Springer Verlag 1997
- Herausgeber mit Stefan Hildebrandt Geometric Analysis and Nonlinear Partial Differential Equations, Springer Verlag, 2003